# Brian Mitchell (boxe anglaise)
Pour les articles homonymes, voir Brian Mitchell.
Brian Mitchell est un boxeur sud-africain né le 30 août 1961 à Johannesburg.

## Carrière
Il devient champion du monde des poids super-plumes WBA le 27 septembre 1986 après avoir battu par arrêt de l'arbitre à la 12e reprise Alfredo Layne. Mitchell fait match nul contre Tony Lopez dans un combat de réunification des ceintures WBA & IBF le 15 mars 1991 puis est destitué par la WBA (malgré 12 défenses consécutives) pour avoir choisi d’affronter une seconde fois Lopez, titre IBF en jeu. Il remporte cette revanche le 13 septembre puis décide de mettre un terme à sa carrière.

## Distinction
- Brian Mitchell est membre de l'International Boxing Hall of Fame depuis 2009[3].